# ژووابیون
ژووابیون (به انگلیسی: Juvabione) یک ترکیب شیمیایی با شناسه پاب‌کم ۴۴۲۳۸۱ است. 